# Vuolle Alesjaure
Vuolle Alesjaure är en sjö i Kiruna kommun i Lappland och ingår i Torneälvens huvudavrinningsområde. Sjön har en area på 3,46 kvadratkilometer och ligger 776 meter över havet. Vuolle Alesjaure ligger i Torne och Kalix älvsystem Natura 2000-område. Sjön avvattnas av vattendraget Rautasälven (Rautasätno).
Söder om sjön ligger Svenska Turistföreningens fjällstuga Alesjaure. I närheten finns också ett sommarviste för Laevas sameby. 

## Delavrinningsområde
Vuolle Alesjaure ingår i det delavrinningsområde (756530-160930) som SMHI kallar för Utloppet av Vuolle Alesjaure. Medelhöjden är 1 029 meter över havet och ytan är 40,31 kvadratkilometer. Räknas de 6 avrinningsområdena uppströms in blir den ackumulerade arean 216,71 kvadratkilometer. Rautasälven (Rautasätno) som avvattnar avrinningsområdet har biflödesordning 2, vilket innebär att vattnet flödar genom totalt 2 vattendrag innan det når havet efter 498 kilometer. Avrinningsområdet består mestadels av kalfjäll (91 procent). Avrinningsområdet har 3,69 kvadratkilometer vattenytor vilket ger det en sjöprocent på 9,2 procent.